# Bojová organizace Horního Slezska
Bojová organizace Horního Slezska, též zkráceně Sebeobrana (německy Kampforganisation Oberschlesien, zkráceně Selbstschutz), byla polovojenská organizace sdružující slezské Němce, jejímž cílem bylo udržet Horní Slezsko ve svazku s Německem a nepřipustit jeho připojení k Polsku. 